# Enzo Moser
Pour les articles homonymes, voir Moser.
Enzo Moser (né le 5 novembre 1940 à Giovo, dans la province autonome de Trente dans le Trentin-Haut-Adige et mort le 25 juillet 2008 dans sa commune natale) est un coureur cycliste et directeur sportif italien.

## Biographie
Professionnel de 1962 à 1965, Enzo Moser a notamment remporté la première édition du Tour du Trentin. Il a également porté le maillot rose pendant deux jours sur le Tour d'Italie 1964.
Après sa carrière cycliste, il devient directeur sportif dans diverses équipes, jusqu'en 1993.
Il meurt le 25 juillet 2008 à 67 ans, écrasé par un tracteur sur sa ferme familiale. Il est le frère cadet d'Aldo et le frère aîné de Diego et Francesco ainsi que l'oncle d'Ignazio, Leonardo et Moreno, tous coureurs cyclistes.

## Palmarès
- 1961
  - Trofeo Alcide Degasperi
- 1962
  - Tour du Trentin
- 1965
  - 6e du Tour de Suisse

## Résultats sur le Tour d'Italie
3 participations
- 1963 : 22e
- 1964 : 22e,  maillot rose pendant 2 jours
- 1965 : 27e